# Peristylus duthiei
Peristylus duthiei là một loài thực vật có hoa trong họ Lan. Loài này được (Hook.f.) Deva & H.B.Naithani mô tả khoa học đầu tiên năm 1986.